# Trzeci rząd Paula Gautscha
Trzeci rząd Paula Gautscha - prowizoryczny rząd austriacki, rządzący Cesarstwem Austriackim od 28 czerwca do 3 listopada 1911.

## Skład rządu
- premier - Paul Gautsch
- rolnictwo – Adalbert Widmann
- handel – Viktor Mataja
- wyznania i oświata – Karl Stürgkh
- finanse – Robert Meyer
- sprawy wewnętrzne – Maximilian Wickenburg
- sprawiedliwość – Viktor Hochenburger
- roboty publiczne – Karl Marek
- koleje – Viktor Röll
- obrona krajowa – Friedrich Georgi
- minister bez teki (do spraw Galicji) – Wacław Zaleski